# HyperGlide

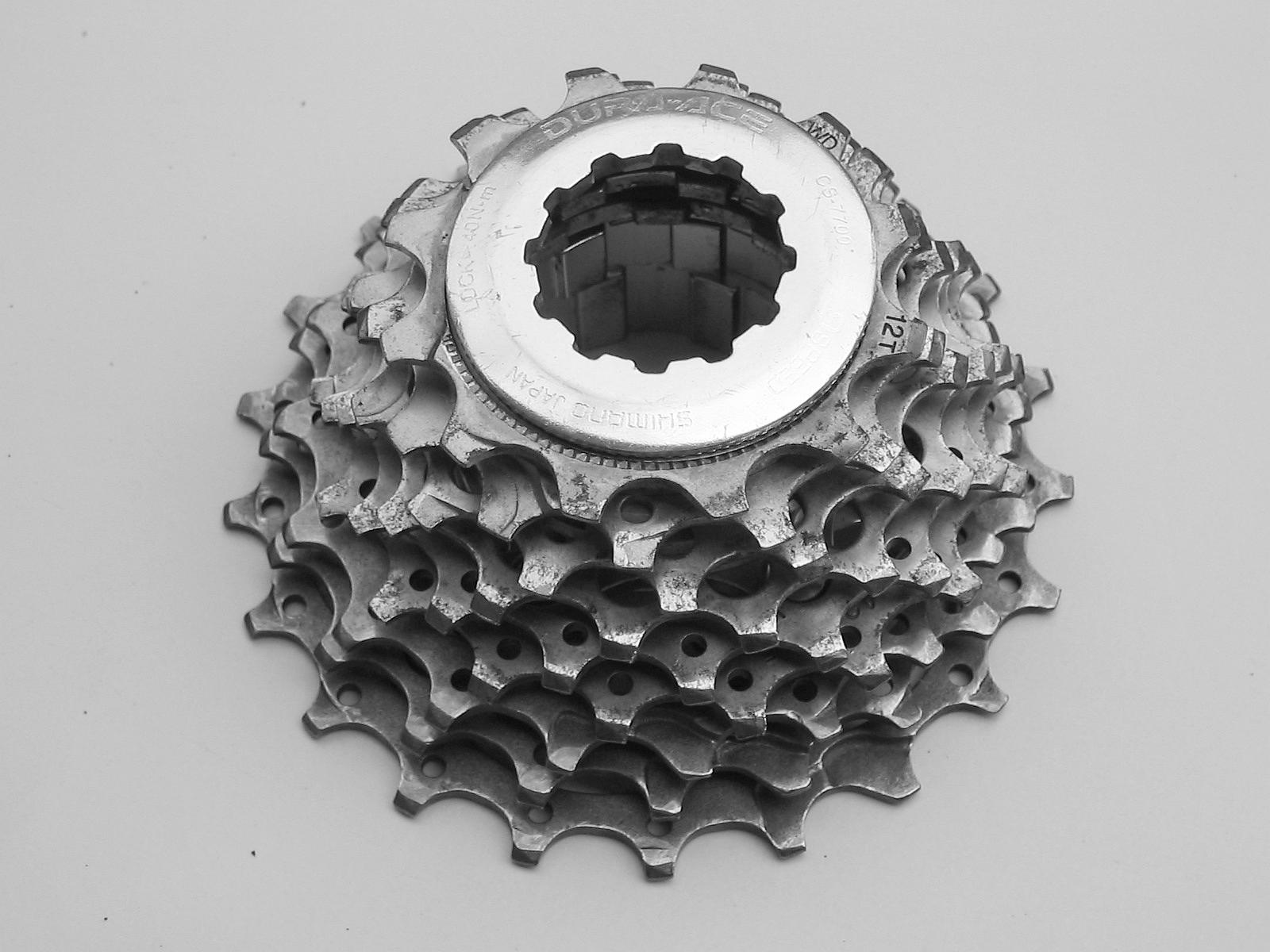
Kaseta Dura-Ace z zębatkami HG

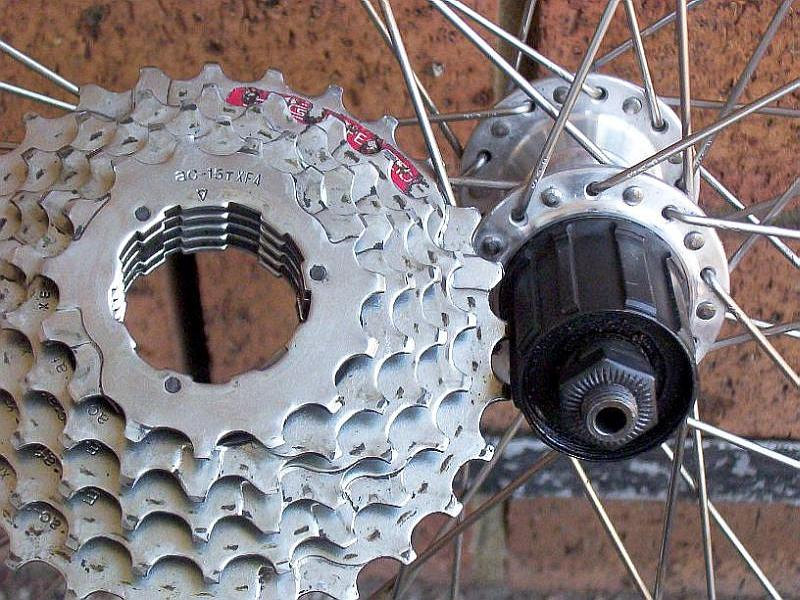
Kaseta i bębenek HG

HyperGlide (HG) – system wspomagania redukcji biegów stosowany przez Shimano. Odnosi się do zębatek kaset, wolnobiegów nakręcanych, łańcuchów, a także bębenków piast tylnych.
HyperGlide został wprowadzony w 1989 roku, w 7-rzędowej kasecie Deore XT II i powoli zaczął wypierać starszy system UniGlide (UG). W tym samym czasie na wzór HG powstał system SuperGlide (SG) dla zębatek mechanizmu korbowego. Oba są stosowane do dziś. W roku 1995 Shimano wprowadziło modyfikację systemu HG pod nazwą Interactive Glide (IG), która jednak nie przyjęła się.
Zęby koronek HG charakteryzują się specjalnymi profilami i nacięciami. Takie kształty zębów nie tylko ułatwiają pojedynczą redukcję biegu, ale odpowiednia synchronizacja zębatek zapewnia również płynne zmiany wielu przełożeń naraz. W przypadku kaset, zębatki są utrzymywane na bębenku dodatkową zakrętką. Wszystkie koronki są mocowane na wielowypust. Odpowiednio, bębenek HG ma wypustki, które w przeciwieństwie do UG nie są równej szerokości (jedna jest węższa), i gwint wewnętrzny na końcu. Niesymetryczne wypustki nie pozwalają na odwrotne założenie zębatek, co było możliwe w systemie UG.
Przez pewien czas na początku lat 90. były produkowane piasty z bębenkami mającymi gwinty zarówno wewnątrz, jak i na zewnątrz, dzięki czemu można było na nie zakładać kasety HG i UG.